# Pleonectoides
Pleonectoides is een geslacht van vlinders van de familie van de grasmotten (Crambidae), uit de onderfamilie van de Spilomelinae. De wetenschappelijke naam voor dit geslacht is voor het eerst gepubliceerd in 1891 door George Francis Hampson. 
Dit geslacht is monotypisch, dat wil zeggen dat het maar één soort heeft namelijk Pleonectoides vinacea Hampson, 1891 uit India die ook als typesoort is aangeduid.